# Pene galilaea
Pene galilaea és una espècie de gastròpode eupulmonat terrestre de la família Enidae.

## Distribució geogràfica
És un endemisme del nord d'Israel.